# Хрюгский сельсовет
Хрюгский сельсовет — административно-территориальная единица и муниципальное образование со статусом сельского поселения в Ахтынском районе Дагестана Российской Федерации.
Административный центр — село Хрюг.

## Население
| 2002  | 2010  | 2012  | 2013  | 2014  | 2015  | 2016  |
| ----- | ----- | ----- | ----- | ----- | ----- | ----- |
| 2883  | ↘2722 | ↘2630 | ↘2550 | ↘2493 | ↘2475 | ↘2399 |
| 2017  | 2018  | 2019  | 2020  | 2021  | 2023  | 2024  |
| ↘2310 | ↘2280 | ↘2231 | ↘2183 | ↗2517 | ↘2497 | ↗2506 |

## Населённые пункты
| № | Населённый пункт | Тип населённого пункта       | Население |
| - | ---------------- | ---------------------------- | --------- |
| 1 | Гогаз            | село                         | ↗542      |
| 2 | Хрюг             | село, административный центр | ↘1975     |

Село Гогаз находится за пределами административной границы Ахтынского района на территории Магарамкентского района.